# Mario Mauro

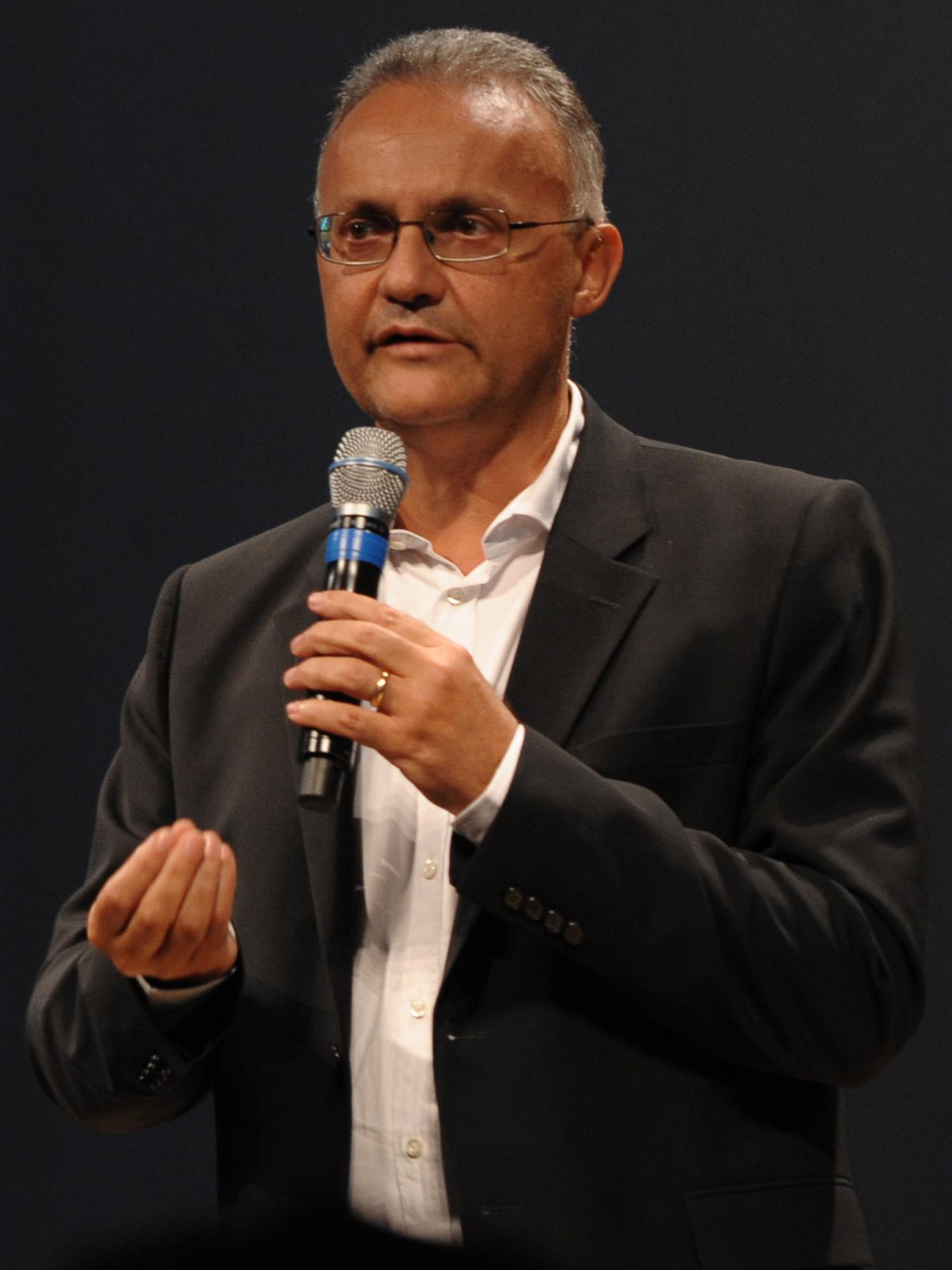
Mario Mauro (2012)

Mario Mauro (* 24. Juli 1961 in San Giovanni Rotondo, Provinz Foggia) ist ein italienischer Politiker (FI, PdL, SC, PpI). Er war von 1999 bis 2013 Mitglied des Europäischen Parlaments, von 2004 bis 2009 dessen Vizepräsident. Von 2013 bis 2018 gehörte er dem italienischen Senat an, von April 2013 bis Februar 2014 war er Verteidigungsminister Italiens.

## Leben
Mauro absolvierte ein Philosophiestudium an der Katholischen Universität vom Heiligen Herzen in Mailand, das er 1985 abschloss. Er ist Mitglied der katholischen Laienbewegung Comunione e Liberazione (CL). Von 1989 bis 1999 war er Präsident der Fernsehproduktionsgesellschaft L'Opera Broadcast Video Service. 1992 erhielt er die Lehrbefugnis für Sekundarschulen. Von 1997 bis 1999 war er Vizepräsident der Compagnia delle Opere (CDO), einem katholischen Unternehmerverband, der CL nahesteht.
Mauro begann seine politische Karriere als Mitglied der Partei Forza Italia. Bei der Europawahl 1999 wurde er als Vertreter des Wahlkreises Nordwest-Italien ins Europäische Parlament gewählt, wo er sich der christdemokratischen Fraktion EVP-ED anschloss. Er gehörte dem Ausschusses für Kultur, Jugend, Bildung, Medien und Sport an, von 2002 bis 2004 war er dessen stellvertretender Vorsitzender. Im Parteivorstand von Forza Italia war er von 2000 bis 2006 für den Bereich Schulen und Universitäten zuständig.
Bei der Europawahl 2004 wurde er erneut gewählt und am 20. Juli 2004 zu einem der vierzehn Vizepräsidenten des Parlaments gewählt. Zudem war er in der Legislaturperiode bis 2009 Vorstandsmitglied der EVP-ED-Fraktion, gehörte dem Haushaltsausschuss an und war Delegierter in der Parlamentarischen Versammlung Europa-Mittelmeer. Ab 2005 war er Repräsentant des EU-Parlaments in der Europäischen Rechtsakademie (ERA). Von 2007 bis 2009 lehrte Mauro an der katholischen Università Europea di Roma. Forza Italia ging 2009 in der Mitte-rechts-Sammelpartei Il Popolo della Libertà (PdL) auf, der Mauro anschließend angehörte. Bei der Europawahl 2009 wurde er abermals als EU-Parlamentarier bestätigt. Er war weiterhin Vorstandsmitglied der EVP-Fraktion, außerdem gehörte er dem Ausschuss für auswärtige Angelegenheiten und war Delegierter für die Beziehungen zu den Vereinigten Staaten.

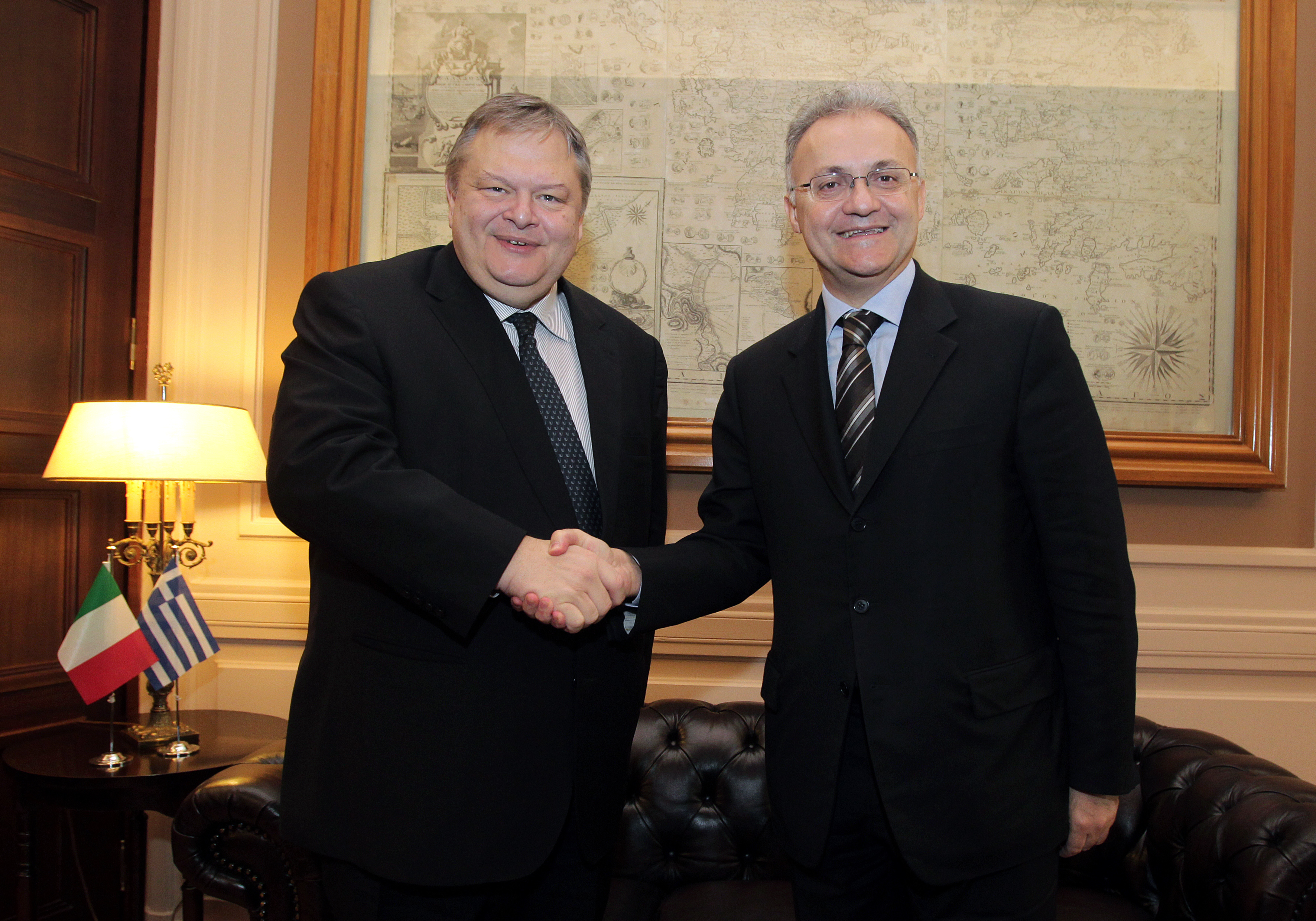
Mauro (rechts) mit dem griechischen Außenminister Evangelos Venizelos (2013)

Im Januar 2013 trat Mario Mauro aus der PdL aus. Bei der Parlamentswahl im Februar 2013 trat er für Mario Montis Bürgerliste Scelta Civica an und wurde als Vertreter der Lombardei in den italienischen Senat gewählt. Im Kabinett Letta („Große Koalition“) übernahm er am 28. April 2013 das Verteidigungsressort. Am 15. November 2013 zogen die Vertreter des christdemokratischen Flügels, einschließlich Mauros und des Fraktionschefs Lorenzo Dellai, geschlossen aus der Scelta Civica aus und gründeten anschließend die neue Partei Popolari per l’Italia („Christdemokraten für Italien“).
Als Matteo Renzi am 22. Februar 2014 die Regierungsführung übernahm, endete Mauros Amtszeit als Verteidigungsminister. Nachfolgend war er Parteichef der Popolari per l’Italia. Von Februar 2014 bis zum Ende der Legislaturperiode im März 2018 gehörte er dem Senatsausschuss für Verfassungsangelegenheiten an. Beim Verfassungsreferendum im Dezember 2016 warb er für ein „Nein“. Im März 2017 schloss er sich der Senatsfraktion von Forza Italia an.
Bei der Europawahl 2019 trat Mauro für Popolari per l’Italia im Wahlkreis Süditalien an. Mit 8.827 Stimmen verpasste er jedoch den Wiedereinzug in das EU-Parlament.

## Schriften
- L'Europa sarà cristiana o non sarà. Spirali, Mailand 2004.
- Il Dio dell’Europa. Edizioni Ares, Mailand 2007.
- (mit Elisabetta Chiappa) Piccolo dizionario della radici cristiane d’Europa. Edizioni Ares, Mailand 2007.
- Guerra ai Cristiani. Le persecuzioni e le discriminazioni dei cristiani nel mondo. Lindau, Turin 2010, ISBN 978-88-7180-874-1.